# Regionens Hus
Regionens hus är en kontorsbyggnad i Göteborg. Det är  Region Västra Götalands huvudkontor. 
Byggnaden består av en lång lägre byggnad på fem våningar samt ett torn på 15 våningar.